# Ulica Nadbystrzycka w Lublinie
Ulica Nadbystrzycka w Lublinie – duża arteria komunikacyjna Lublina, rozpoczynającą się od ulicy Janowskiej (przy wiadukcie kolejowym), a kończąca skrzyżowaniem z ulicami Narutowicza, Głęboką oraz Muzyczną. Nazwa ulicy pochodzi od przepływającej tuż obok rzeki Bystrzycy. Ulica na odcinkach od Janowskiej do Ronda Narodowych Sił Zbrojnych oraz od ulicy Zana do Głębokiej jest jednojezdniowa po jednym pasie w każdą stronę. Natomiast na odcinku Zana–Rondo NSZ dwujezdniowa po dwa pasy ruchu w każdym kierunku.

## Otoczenie
Przy ulicy znajdują się m.in. Politechnika Lubelska i kościół parafialny pw. Przemienienia Pańskiego.

## Komunikacja miejska
Ulicą kursują następujące linie MPK Lublin i firm prywatnych:

### linie autobusowe
- całość ulicy: 8,
- od Ronda NSZ do Głębokiej: 15, 39, 40, 44,
- od Ronda NSZ do Zana: 19
- od Zana do Głębokiej: 14, 32, N1 (linia nocna).

linie trolejbusowe
- od Zana do Głębokiej: 152
- od Zana do Ronda NSZ: 157, 161